# Ras-le-bol des moutons
Pour les articles homonymes, voir Ras-le-bol.
Pour plus de détails, voir Fiche technique et Distribution.
Ras-le-bol des moutons (I Got Plenty of Mutton) est un court métrage d'animation de la série américaine Looney Tunes réalisé par Frank Tashlin, produit par les Leon Schlesinger Productions et sorti en 1944.